# Fermín Arango
Fermín Arango Barcia (n. 9 aprilie 1874, Santa Eulalia de Oscos⁠(d), Asturia, Spania – d. 1962, Paris, Franța) a fost un pictor hispano-argentinian. A realizat peste șaizeci de lucrări în cariera sa, lucrări care au fost predominant peisaje. Opera sa a fost descrisă ca parte din impresionism și simbolism și a fost influențată de pictura franceză.

## Biografie
Născut în orașul asturian Santa Eulalia de Oscos⁠(d), Arango a emigrat la Buenos Aires împreună cu familia când era foarte tânăr. Acolo și-a completat formarea artistică la Asociația pentru Promovarea Artelor Plastice din Buenos Aires. Prima sa expoziție a avut loc în 1904, la Galeria Witcomb, unde a expus picturi precum El embarcadero del lago, La trancera y puerto Hauret, Nocturno, Idilio, Femme, La toillete și Paisaje del Sena. În această perioadă, a lucrat ca ilustrator pentru La Nación și Caras y Caretas (Argentina)⁠(d).

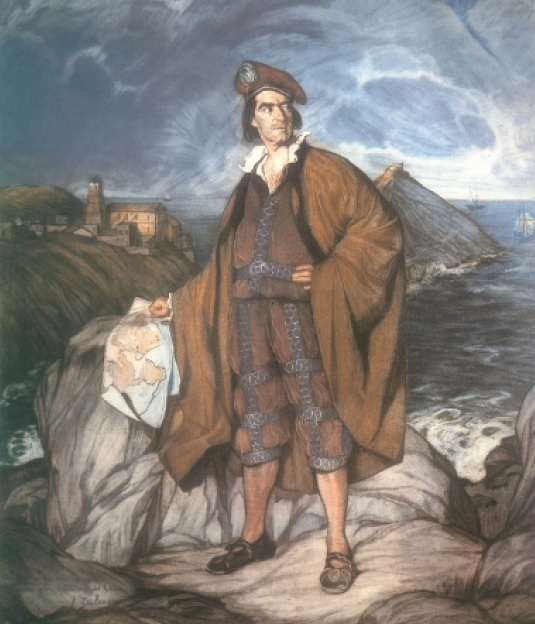

În 1905, s-a mutat la Paris în Franța unde a intrat frecvent în contact cu Pablo Picasso, Ignacio Zuloaga⁠(d), Juan Gris, Guillaume Apolinaire și Hermenegildo Camarasa⁠(d). Între 1910 și 1913, a expus de mai multe ori tablouri la „Salonul de toamnă” de la Grand Palais. În 1914, lucrările sale au fost expuse în salonul La Libre Esthétique⁠(d) din Bruxelles, în onoarea lui Darío de Regoyos⁠(d), care murise anul precedent. În 1919, a participat la Expoziția de pictură spaniolă de la Beaux-Arts de Paris, alături de lucrări ale unora dintre artiștii menționați mai sus. Portretul lui Ignacio Zuloaga⁠(d) al lui Juan Sebastián Elcano (1921–1922) a fost printre primele gravate de Arango pentru reproducere.
A revenit periodic în Spania, inclusiv în 1914, 1919 și 1952. În această perioadă, a fost foarte solicitat ca gravor pentru crearea de reproduceri de picturi în ulei, lucru pe care l-*a făcut mai ales pentru prietenul său, Ignacio Zuloaga,⁠(d) precum și pentru guvernele Spaniei, orașul San Sebastian și editura L'Estampe Moderne⁠(d). Zuloaga i-a făcut un portret remarcabil în 1934, portret care este în prezent expus la Muzeul de Arte Frumoase din Asturia.
Mai târziu, s-a retras din majoritatea activităților sale artistice și a rămas la casa sa din Ham, lângă Paris. A murit acolo pe 5 octombrie 1962.

## Galerie

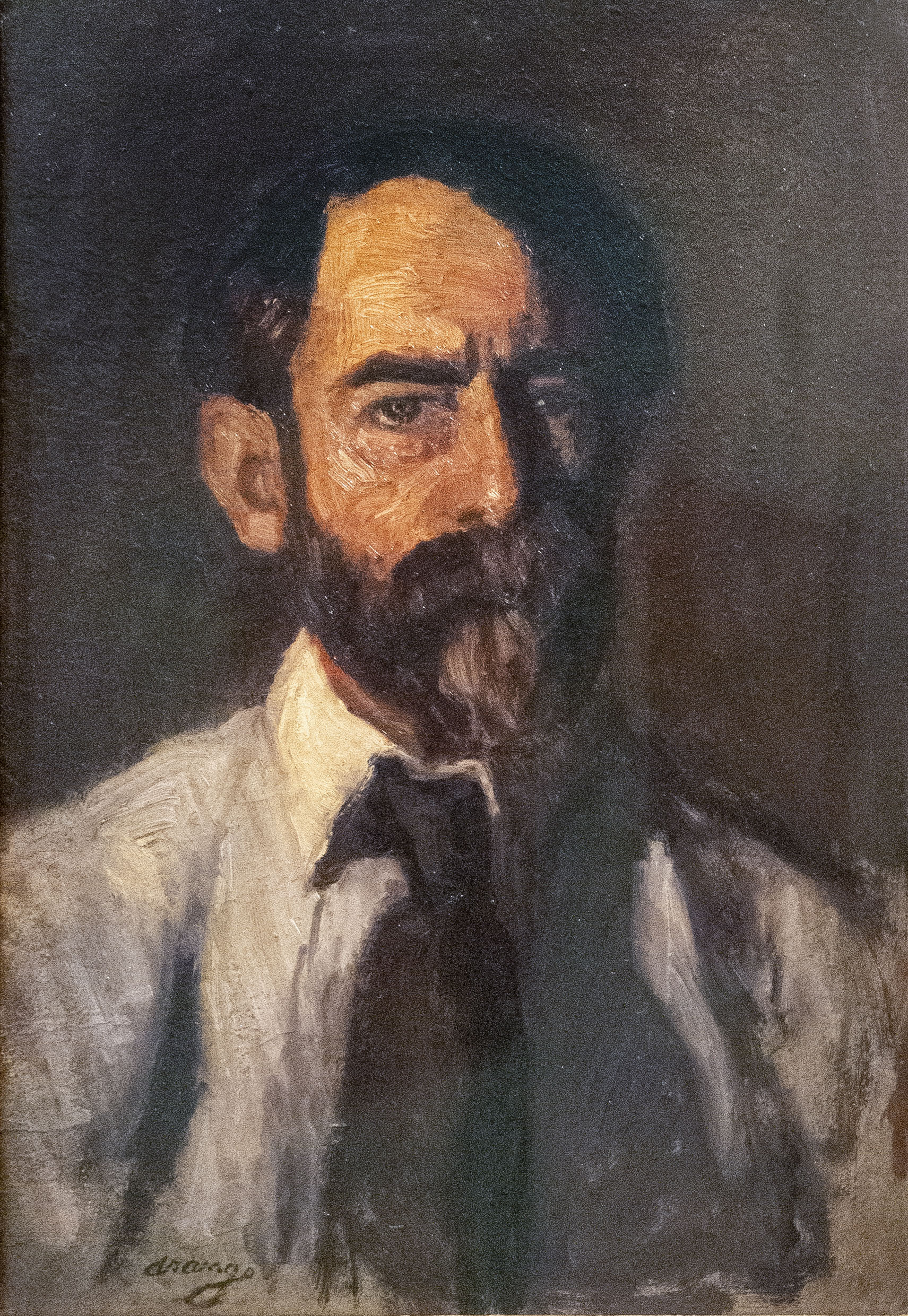
Autoportret de Fermin Arango (1925)
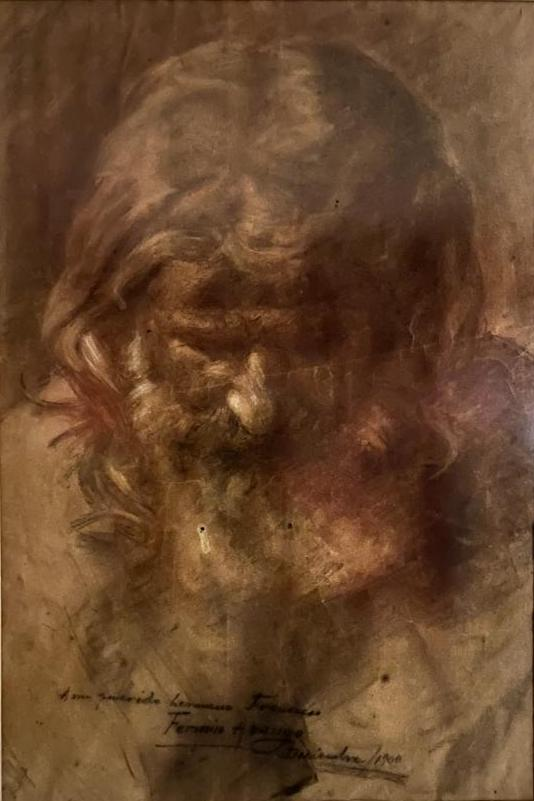
Portretul unui bătrân de Fermin Arango (1900). Este inscripționat „Dragului meu frate Francisco, decembrie 1900”.